# Open'er Festival
Open'er Festival (dříve známý jako Heineken Open'er Festival podle hlavního sponzora, firmy Heineken International) je polský hudební festival. Za hudbou sem ročně jezdí fanoušci až z 30 zemí světa. První ročník festivalu se uskutečnil v roce 2002. Koná se každý rok v přístavním městě Gdyně.

## Účastníci
Na Heineken Open'er festivalu vystupovali například: The Chemical Brothers, Kosheen, Cypress Hill, Pink, Goldfrapp, Massive Attack, Snoop Dogg, Faithless, Fatboy Slim, Lauryn Hill, The Music, The White Stripes, Underworld, Placebo, Manu Chao, Pharell Williams, Skin, Franz Ferdinand, Sigur Rós, Scissor Sisters, Myslovitz, The Streets, Kanye West, Basement Jaxx, The Roots, Laurent Garnier, Beastie Boys, Muse, Groove Armada, Björk, Bloc Party, LCD Soundsystem, Dizzee Rascal, The Strike Boys, Freeform Five, Crazy P, Jay-Z, Interpol, The Raconteurs, Erykah Badu, Roisin Murphy, Editors, Sex Pistols, The Cribs, CocoRosie, Gentleman And The Far East Band, Fischerspooner, DJ Vadim Live feat. Yarah Bravo, Fujiya & Miyagi, Cool Kids Of Death, Muchy, Lao Che, Everything Is Made In China, Vavamuffin, Muzykoterapia, Mitch & Mitch Big Band, Masala Soundsystem…
V roce 2009 se účastnili mimo jiné: Arctic Monkeys, Basement Jaxx, Duffy, Emilíana Torrini, Kings of Leon, Moby, Lily Allenová, Placebo, Peter Bjorn and John, Santigold, The Kooks, The Prodigy, White Lies, The Ting Things, Crystal Castles, Speed Caravan, Madness…